# Isoglossa mbalensis
Isoglossa mbalensis är en akantusväxtart som beskrevs av R.K. Brummitt. Isoglossa mbalensis ingår i släktet Isoglossa och familjen akantusväxter. Inga underarter finns listade i Catalogue of Life.